# Campionati del mondo di ciclismo su strada 2017 - Cronometro maschile Elite
La cronometro maschile Elite dei Campionati del mondo di ciclismo su strada 2017, ventiquattresima edizione della prova, si disputò il 20 settembre 2017 con partenza e arrivo a Bergen, in Norvegia, su un percorso di 31 km. La vittoria fu appannaggio dell'olandese Tom Dumoulin, che terminò la gara in 44'41", alla media di 41,626 km/h, precedendo lo sloveno Primož Roglič e il britannico Chris Froome.
Sul traguardo di Bergen 64 ciclisti, su 64 partenti, portarono a termine la competizione.

## Ordine d'arrivo (Top 10)
| Pos. | Corridore       | Squadra     | Tempo   |
| ---- | --------------- | ----------- | ------- |
| 1    | Tom Dumoulin    | Paesi Bassi | 44'41"  |
| 2    | Primož Roglič   | Slovenia    | a 57"   |
| 3    | Chris Froome    | G. Bretagna | a 1'21" |
| 4    | Nélson Oliveira | Portogallo  | a 1'28" |
| 5    | Vasil' Kiryenka | Bielorussia | s.t.    |
| 6    | Gianni Moscon   | Italia      | a 1'29" |
| 7    | Wilco Kelderman | Paesi Bassi | a 1'34" |
| 8    | Rohan Dennis    | Australia   | a 1'37" |
| 9    | Tony Martin     | Germania    | a 1'39" |
| 10   | Jan Tratnik     | Slovenia    | a 1'43" |